# 東銀座駅
東銀座駅（ひがしぎんざえき）は、東京都中央区銀座四丁目にある、東京都交通局（都営地下鉄）・東京地下鉄（東京メトロ）の駅。
都営地下鉄の浅草線と、東京メトロの日比谷線が乗り入れる。駅番号は浅草線がA 11、日比谷線がH 10。

## 歴史
- 1963年（昭和38年）2月28日：都営地下鉄1号線と営団地下鉄日比谷線の東銀座駅が同時に開業[2][3]。営団地下鉄と都営地下鉄が出札業務の共同使用を開始[4]。
- 1978年（昭和53年）7月1日：都営1号線を浅草線に改称[2]。
- 2004年（平成16年）4月1日：帝都高速度交通営団（営団地下鉄）民営化に伴い、日比谷線の駅は東京地下鉄（東京メトロ）に継承される[5]。
- 2007年（平成19年）3月18日：ICカード「PASMO」の利用が可能となる[6]。
- 2019年（平成31年）3月9日：浅草線ホームで発車メロディの使用を開始する[7]。
- 2020年（令和2年）2月7日：日比谷線ホームで発車メロディの使用を開始する[8]。

## 駅構造
浅草線の駅は昭和通りの直下に位置する地下駅。相対式ホーム2面2線の構造を有するが、駅の構造上、線路の間に地下道（昭和通り三原橋交差点のアンダーパス）や駐車場があるため、ホームの向かい側は全面が壁となっており、対向の線路やホームを見ることはできない。
ホーム間の連絡通路は改札外にあり、改札内での上下ホームの行き来はできない。これまで都営地下鉄の駅の中でバリアフリーの対応がなかったが、2010年10月26日に地上とA1・A2出入口改札外コンコースを連絡するエレベーターが設置された。
日比谷線の駅は島式ホーム1面2線を有する地下駅。壁面に歌舞伎の定式幕をイメージしたカラーパネルが使用されている。晴海通りの直下に位置しており、浅草線の駅の下部にある。また、北千住側に非常用の渡り線がある。
日比谷線当駅の地下1階、北千住寄りには「東銀座変電所」がある。このため、地下2階の中目黒方面ホーム（A線）の壁面には、変電所の機器搬出入用の立坑（通常はシャッターで閉じられている）がある。
当駅は、都営地下鉄（浅草線）と東京メトロ（日比谷線）のホーム番号を連番で設定している。同一駅でも企業体が異なれば連番とはしないことが多い中では珍しいケースといえる。
当駅・銀座駅・日比谷駅の3駅はトンネル上層の地下道によって直結している。さらに、これらの駅から先、有楽町駅・二重橋前駅・大手町駅・東京駅まですべて地下通路により連絡が可能である。
浅草線押上方面改札にあるメトロ券売機は都営地下鉄の管理となっており、メトロ券売機での発売できる乗車券類に制限がある。また2020年5月頃まではメトロ券売機でのチャージが不可だったため、代替で都営のチャージ機が設置されている（ただし紙幣のみの対応のため、10円単位のチャージには対応していない）が、6月頃にメトロ券売機でもチャージが可能となった。逆に浅草線西馬込方面改札にある都営券売機は東京メトロの管理となっており、都営券売機で発売できる乗車券類に制限がある（以前は都営券売機でのチャージが不可だったが、券売機置き換え後は可能となった）。
東京メトロ東銀座駅は、「銀座駅務管区東銀座地域」として近隣の駅を管理している。

### のりば
| 番線 | 路線       | 行先                           |
| ---- | ---------- | ------------------------------ |
| 1    | 都営浅草線 | 西馬込・ 羽田空港・ 京急線方面 |
| 2    | 都営浅草線 | 押上・ 京成線・ 北総線方面     |
| 3    | 日比谷線   | 中目黒方面                     |
| 4    | 日比谷線   | 北千住・南栗橋方面             |

（出典：東京メトロ:構内図・都営地下鉄:駅構内図）

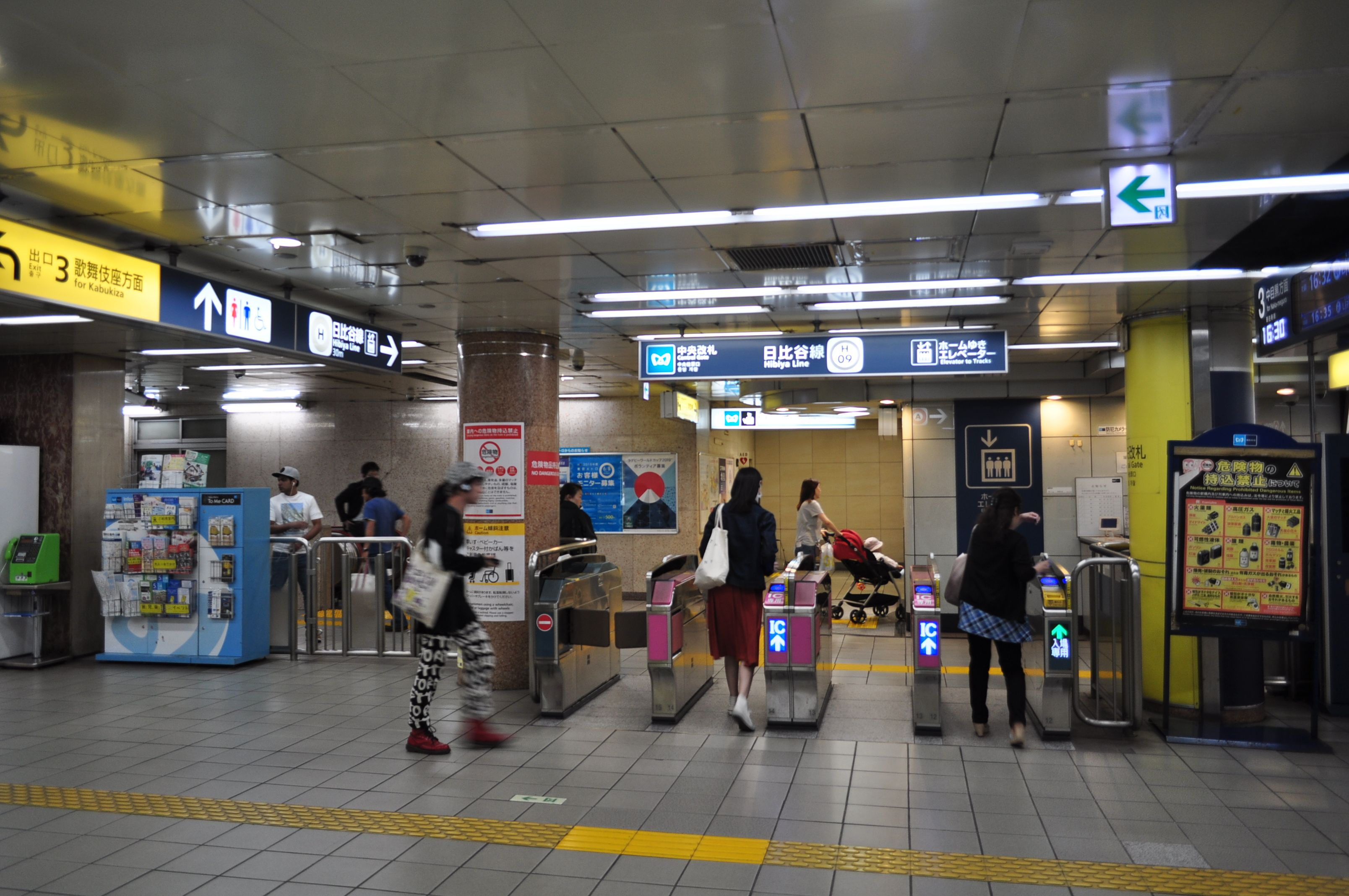
日比谷線中央改札（2018年5月24日撮影）
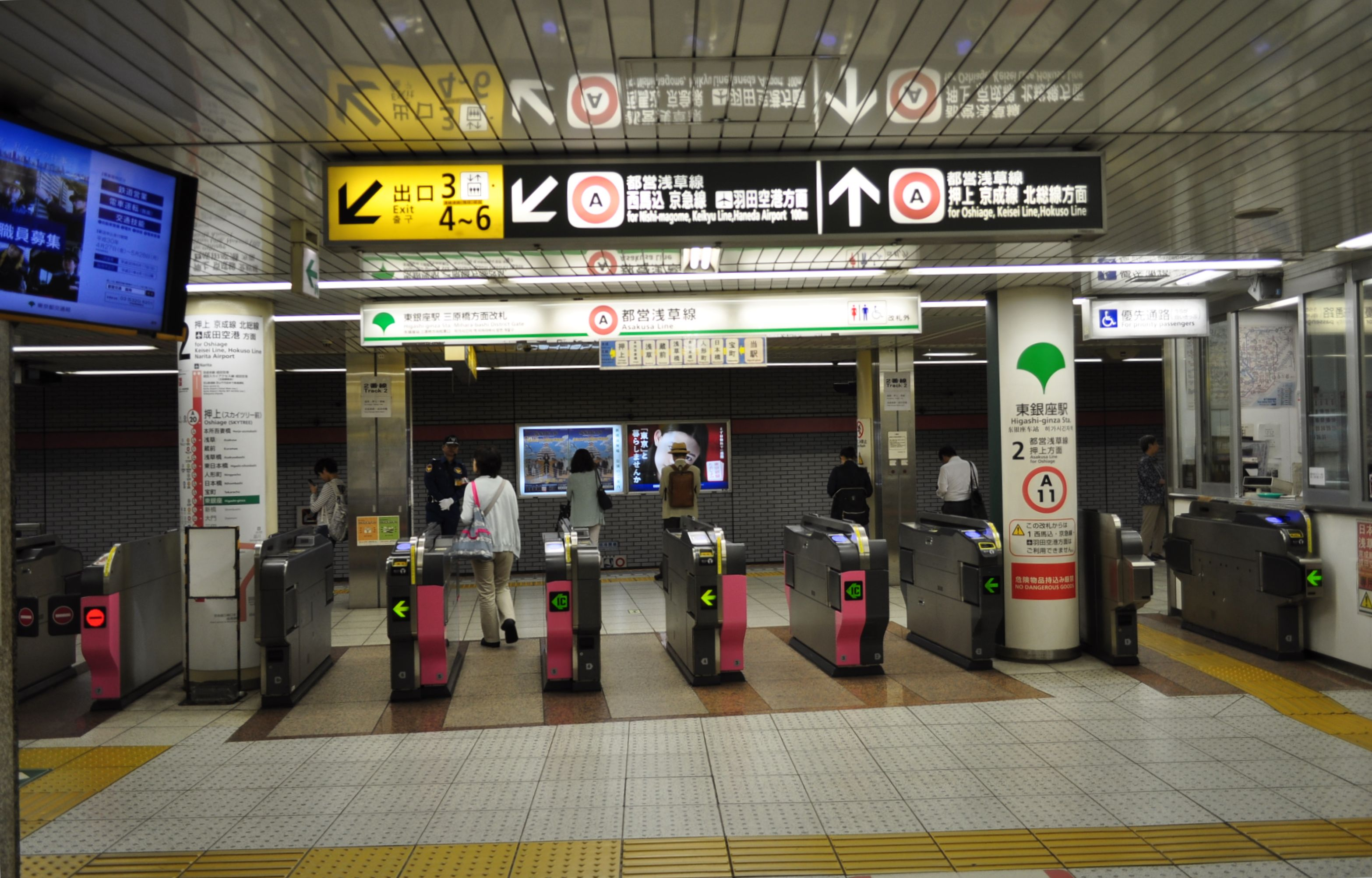
浅草線三原橋方面改札（2018年5月24日撮影）
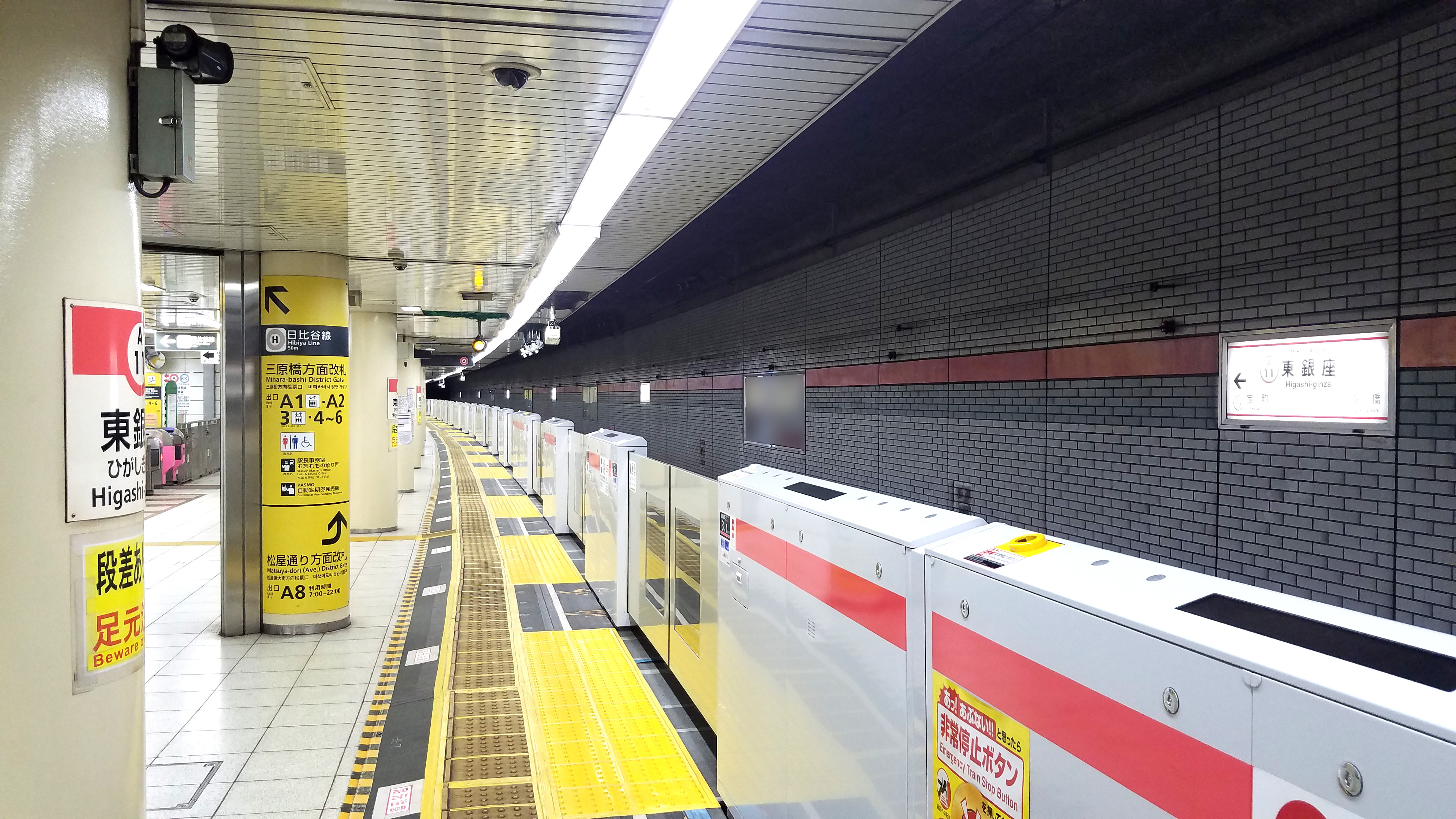
浅草線押上方面行きホーム（2022年2月22日撮影）

### 発車メロディ
全ホームで発車メロディ（発車サイン音）を使用している。
都営浅草線ホームでは、2019年3月9日から都営地下鉄共通のメロディを使用している。
日比谷線ホームでは、2020年2月7日からスイッチ制作のメロディを使用している。
| 番線 | 路線       | 曲名         | 作曲者                 |
| ---- | ---------- | ------------ | ---------------------- |
| 1    | 都営浅草線 | メロディ     | ロベルト・シューマン   |
| 2    | 都営浅草線 | 素直な心     | ヨハン・ブルグミュラー |
| 3    | 日比谷線   | 桃山         | 福嶋尚哉               |
| 4    | 日比谷線   | ノスタルジア | 大和優子               |

## 利用状況
- 都営地下鉄 - 2023年度の1日平均乗降人員は79,058人である（乗車人員：39,071人、降車人員： 39,987人）[都交 1]。
浅草線全20駅第7位。エアポート快特通過駅では最多で、停車駅の東日本橋駅、浅草駅よりも多い。
- 東京メトロ - 2024年度の1日平均乗降人員は82,069人である[メトロ 1]。
東京メトロ全130駅の中では第46位。

### 年度別1日平均乗降人員
近年の1日平均乗降人員の推移は下表の通り。
| 年度               | 都営地下鉄       | 都営地下鉄 | 営団 / 東京メトロ | 営団 / 東京メトロ |
| 年度               | 1日平均 乗降人員 | 増加率     | 1日平均 乗降人員  | 増加率            |
| ------------------ | ---------------- | ---------- | ----------------- | ----------------- |
| 2002年（平成14年） |                  |            | 73,188            |                   |
| 2003年（平成15年） | 69,449           | −1.3%      | 74,773            | 2.2%              |
| 2004年（平成16年） | 69,763           | 0.5%       | 74,724            | −0.1%             |
| 2005年（平成17年） | 70,603           | 1.2%       | 75,334            | 0.8%              |
| 2006年（平成18年） | 71,269           | 0.9%       | 76,464            | 1.5%              |
| 2007年（平成19年） | 72,432           | 1.6%       | 78,261            | 2.4%              |
| 2008年（平成20年） | 72,653           | 0.3%       | 78,216            | −0.1%             |
| 2009年（平成21年） | 70,773           | −2.6%      | 75,847            | −3.0%             |
| 2010年（平成22年） | 68,745           | −2.9%      | 74,214            | −2.2%             |
| 2011年（平成23年） | 66,494           | −3.3%      | 72,841            | −1.9%             |
| 2012年（平成24年） | 68,715           | 3.3%       | 74,648            | 2.5%              |
| 2013年（平成25年） | 73,302           | 6.7%       | 81,457            | 9.1%              |
| 2014年（平成26年） | 73,516           | 0.3%       | 80,141            | −1.6%             |
| 2015年（平成27年） | 76,505           | 4.1%       | 84,356            | 5.3%              |
| 2016年（平成28年） | 79,876           | 4.4%       | 88,023            | 4.3%              |
| 2017年（平成29年） | 83,607           | 4.6%       | 90,621            | 3.0%              |
| 2018年（平成30年） | 86,157           | 3.0%       | 91,844            | 1.3%              |
| 2019年（令和元年） | 86,726           | 0.7%       | 91,855            | 0.0%              |
| 2020年（令和02年） | 55,887           | −35.6%     | 58,010            | −36.8%            |
| 2021年（令和03年） | 58,095           | 4.0%       | 59,287            | 2.2%              |
| 2022年（令和04年） | 67,709           | 16.5%      | 67,566            | 14.0%             |
| 2023年（令和05年） | 79,058           | 16.8%      | 76,513            | 13.2%             |
| 2024年（令和06年） |                  |            | 82,069            | 7.3%              |

### 年度別1日平均乗車人員（1962年 - 2000年）
| 年度               | 都営地下鉄 | 営団   | 出典          |
| ------------------ | ---------- | ------ | ------------- |
| 1962年（昭和37年） | 5,039      | 5,441  | [ 都統計 1 ]  |
| 1963年（昭和38年） | 7,162      | 7,264  | [ 都統計 2 ]  |
| 1964年（昭和39年） | 10,512     | 12,118 | [ 都統計 3 ]  |
| 1965年（昭和40年） | 13,213     | 15,624 | [ 都統計 4 ]  |
| 1966年（昭和41年） | 15,246     | 17,558 | [ 都統計 5 ]  |
| 1967年（昭和42年） | 16,988     | 19,507 | [ 都統計 6 ]  |
| 1968年（昭和43年） | 23,311     | 24,287 | [ 都統計 7 ]  |
| 1969年（昭和44年） | 30,882     | 30,527 | [ 都統計 8 ]  |
| 1970年（昭和45年） | 34,415     | 32,058 | [ 都統計 9 ]  |
| 1971年（昭和46年） | 37,109     | 35,473 | [ 都統計 10 ] |
| 1972年（昭和47年） | 39,321     | 37,959 | [ 都統計 11 ] |
| 1973年（昭和48年） | 39,658     | 38,482 | [ 都統計 12 ] |
| 1974年（昭和49年） | 38,600     | 39,195 | [ 都統計 13 ] |
| 1975年（昭和50年） | 38,060     | 40,260 | [ 都統計 14 ] |
| 1976年（昭和51年） | 37,044     | 39,537 | [ 都統計 15 ] |
| 1977年（昭和52年） | 37,559     | 40,099 | [ 都統計 16 ] |
| 1978年（昭和53年） | 36,222     | 39,381 | [ 都統計 17 ] |
| 1979年（昭和54年） | 35,533     | 39,705 | [ 都統計 18 ] |
| 1980年（昭和55年） | 35,666     | 40,833 | [ 都統計 19 ] |
| 1981年（昭和56年） | 35,995     | 42,252 | [ 都統計 20 ] |
| 1982年（昭和57年） | 36,268     | 43,386 | [ 都統計 21 ] |
| 1983年（昭和58年） | 36,658     | 44,672 | [ 都統計 22 ] |
| 1984年（昭和59年） | 37,255     | 45,778 | [ 都統計 23 ] |
| 1985年（昭和60年） | 36,918     | 45,967 | [ 都統計 24 ] |
| 1986年（昭和61年） | 37,858     | 46,397 | [ 都統計 25 ] |
| 1987年（昭和62年） | 38,883     | 46,391 | [ 都統計 26 ] |
| 1988年（昭和63年） | 39,195     | 46,899 | [ 都統計 27 ] |
| 1989年（平成元年） | 39,455     | 46,926 | [ 都統計 28 ] |
| 1990年（平成02年） | 39,137     | 47,307 | [ 都統計 29 ] |
| 1991年（平成03年） | 41,454     | 47,833 | [ 都統計 30 ] |
| 1992年（平成04年） | 31,926     | 47,408 | [ 都統計 31 ] |
| 1993年（平成05年） | 40,877     | 46,315 | [ 都統計 32 ] |
| 1994年（平成06年） | 41,603     | 45,838 | [ 都統計 33 ] |
| 1995年（平成07年） | 40,126     | 44,811 | [ 都統計 34 ] |
| 1996年（平成08年） | 39,247     | 43,589 | [ 都統計 35 ] |
| 1997年（平成09年） | 38,745     | 42,608 | [ 都統計 36 ] |
| 1998年（平成10年） | 38,888     | 42,274 | [ 都統計 37 ] |
| 1999年（平成11年） | 37,566     | 40,087 | [ 都統計 38 ] |
| 2000年（平成12年） | 36,359     | 38,685 | [ 都統計 39 ] |

### 年度別1日平均乗車人員（2001年以降）
近年の1日平均乗車人員の推移は下表の通り。
| 年度               | 都営地下鉄 | 営団 / 東京メトロ | 出典          |
| ------------------ | ---------- | ----------------- | ------------- |
| 2001年（平成13年） | 36,359     | 36,203            | [ 都統計 40 ] |
| 2002年（平成14年） | 34,847     | 35,907            | [ 都統計 41 ] |
| 2003年（平成15年） | 34,167     | 36,593            | [ 都統計 42 ] |
| 2004年（平成16年） | 34,115     | 36,860            | [ 都統計 43 ] |
| 2005年（平成17年） | 34,430     | 37,016            | [ 都統計 44 ] |
| 2006年（平成18年） | 34,748     | 37,460            | [ 都統計 45 ] |
| 2007年（平成19年） | 35,585     | 38,328            | [ 都統計 46 ] |
| 2008年（平成20年） | 35,825     | 38,496            | [ 都統計 47 ] |
| 2009年（平成21年） | 35,014     | 37,249            | [ 都統計 48 ] |
| 2010年（平成22年） | 33,980     | 36,496            | [ 都統計 49 ] |
| 2011年（平成23年） | 32,950     | 36,060            | [ 都統計 50 ] |
| 2012年（平成24年） | 34,026     | 36,710            | [ 都統計 51 ] |
| 2013年（平成25年） | 36,497     | 40,263            | [ 都統計 52 ] |
| 2014年（平成26年） | 36,637     | 39,685            | [ 都統計 53 ] |
| 2015年（平成27年） | 38,160     | 41,770            | [ 都統計 54 ] |
| 2016年（平成28年） | 39,815     | 43,622            | [ 都統計 55 ] |
| 2017年（平成29年） | 41,684     | 44,959            | [ 都統計 56 ] |
| 2018年（平成30年） | 42,946     | 45,616            | [ 都統計 57 ] |
| 2019年（令和元年） | 43,151     | 45,672            | [ 都統計 58 ] |
| 2020年（令和02年） | 27,609     |                   |               |
| 2021年（令和03年） | 28,620     |                   |               |
| 2022年（令和04年） | 33,364     |                   |               |
| 2023年（令和05年） | 39,071     |                   |               |

備考
1. 1 2  1963年2月28日開業。開業日から同年3月31日までの計32日間を集計したデータ。

## 駅周辺
- 中央区銀座区民館
- 中央区築地社会教育会館
- 日本年金機構 中央年金事務所
- 国立がん研究センター中央病院
- 京橋郵便局
  - 築地警察署 東銀座歌舞伎座前交番
- 銀座三郵便局
- 銀座六郵便局
- 銀座七郵便局
- 七十七銀行 東京支店 - 地方銀行の東京支店が日本橋以外に立地する数少ない例。
- コートヤード・バイ・マリオット東京銀座ホテル
- ホテルグレイスリー銀座
- ホテル銀座ダイエー
- 歌舞伎座・歌舞伎座タワー
- 銀座松竹スクエア
- 銀座MTRビル
  - 阪和興業東京本社
  - 新橋演舞場
- 東劇ビル
  - 松竹本社
  - 東京劇場
- 時事通信社
- 電源開発本店
- 電通アドギア本社
- 白鶴酒造東京支社 - 支社ビルの屋上に白鶴銀座天空農園があり、2008年から同農園で自社開発酒米「白鶴錦」の苗を植え、収穫して日本酒の醸造に使われている[16][17]。

## バス路線

### 東銀座駅
いずれも日立自動車交通による運行。
- 晴海ライナー
  - TYO-01・TYO-03：東京駅八重洲北口方面
  - 有楽14(YR-14)：有楽町駅方面
- 中央区コミュニティバス 江戸バス（南循環）：中央区役所行（土休日のみ）

※平日は「祝橋」または「築地本願寺」が最寄り停留所となる。

### 築地・銀座（築地市場・歌舞伎座）
6番出口付近に日の丸自動車興業の運行する「スカイホップバス」の「築地・銀座（築地市場・歌舞伎座）」バス停がある。
- スカイホップバス（お台場コース）（日の丸自動車興業）

### 築地
晴海通り上に設置。いずれも都営バスによる運行。のりば番号は銀座エリアの近隣停留所（銀座四丁目・銀座六丁目・銀座西六丁目）との連番となっている。
| のりば | 系統・行先 | 備考                     |
| ------ | --- | ------------------------ |
| 9      | - 都03：四谷駅 - 都04・都05-1・都05-2：東京駅丸の内南口 - 業10：新橋 |                          |
| 10     | - 都03：晴海五丁目ターミナル - 都04：豊海水産埠頭 - 都05-1：晴海埠頭 - 都05-2：東京ビッグサイト・有明一丁目・有明ガーデン - 深夜13：有明一丁目 - 業10：とうきょうスカイツリー駅前 - 都05-1出入・業10出入：深川車庫前 | 「深夜13」は平日のみ運行 |

このほか、銀座駅寄り（浅草線押上方面ホーム改札側）からは銀座四丁目（1-4番のりば、発着系統は「築地」と同じ。A1は東京駅・四谷駅・新橋方面、A2は反対各方面）も当駅に近い。

## 隣の駅
東京都交通局（都営地下鉄）
 都営浅草線
■エアポート快特
通過
■エアポート快特以外の列車種別
新橋駅 (A 10) - 東銀座駅 (A 11) - 宝町駅 (A 12)
東京地下鉄（東京メトロ）
 日比谷線
銀座駅 (H 09) - 東銀座駅 (H 10) - 築地駅 (H 11)